# Diktion
Die Diktion (von lateinisch dictio „Gespräch, Unterhaltung, Vortrag, Rede“) ist die mündliche oder schriftliche Ausdrucksweise einer Person bzw. eines Textes.
Als Duktus bezeichnen die Sprachwissenschaften demgegenüber ein bestimmtes Charakteristikum, eine bestimmte Eigenart, beim Schreiben oder beim Sprechen.
Oft wird der Begriff Diktion synonym mit Stil gebraucht. Als Stil wird allerdings korrekter die Eigenart einer ganzen literarischen Gattung (Briefstil, epischer Stil, Zeitungsstil usw.) oder Stilebene (einfach, gehoben, gemischt) bezeichnet, während man den persönlichen Stil eines Autors als dessen Manier und die konkrete sprachliche Ausdrucksweise eines von ihm verfassten Textes eben als dessen Diktion bezeichnen kann. Diese Unterscheidung ist allerdings dadurch verwischt worden, dass der Begriff Manier heute weithin als veraltet gilt und daher seine Bedeutung mit vom Ausdruck Stil übernommen wird.
Der Ausdruck Diktion wird meist auf die grundlegenden Eigenschaften eines Textes wie Wortwahl, Satzbau, Verknüpfung und Rhythmus bezogen, während man bei Stil (und Manier) besonders an die gehobenen Stilmittel, wie rhetorische Figuren, sowie persönliche Eigenarten und Erfindungen des Autors denkt.
Bie Benennung bestimmter Schreib- und Sprachstile wird auch von den Literaturgattungen übernommen, in denen sie Verwendung finden - etwa wenn die Art sich auszudrücken, als prosaisch, lyrisch, poetisch, episch oder dramatisch bezeichnet wird.